# Obertshausen
Obertshausen település Németországban, Hessen tartományban. Lakosainak száma 25 531 fő (2023. december 31.).

## Népesség
A település népességének változása:
| Lakosok száma | 24 459 | 24 722 | 24 943 | 24 968 | 25 307 | 25 531 |
|               | 2012   | 2017   | 2019   | 2021   | 2022   | 2023   |